# Виновна ли е?
„Виновна ли е?“ е български игрален филм от 1921 година, по сценарий и режисура на Николай Ларин. Оператор е Чарл Кенеке.

## Актьорски състав
- Петко Чирпанлиев
- Вера Нобокова
- Йордан Караферманов
- Николай Колицов
- Георги Иванов
- Мери Станинова-Стандич
- Васил Бакърджиев
- Йохан Розенблат
- Иван Руев